# Інститут електронної фізики НАН України
Інститут електронної фізики НАН України (ІЕФ НАН України) — наукова установа Національної академії наук України, де проводяться дослідження з актуальних проблем фізики та суміжних наук.
Інститут електронної фізики — наукова установа в Україні, в якій проводяться наукові пошуки з актуальних проблем атомної фізики, фізики електронних і атомних зіткнень, низькоенергетичної ядерної фізики, фізики лазерів на парах металів, оптичного та лазерного приладобудування.

## Історія

### Історія створення
У 1981 році на базі уже діючих окремих наукових відділів інститутів АН УРСР — відділу фотоядерних процесів Інституту фізики АН УРСР (1969 р.) та відділу теорії гадронів Інституту теоретичної фізики АН УРСР (1970 р.) — було створено Ужгородське відділення Інституту ядерних досліджень АН УРСР.
У 1992 році Ужгородське відділення ІЯД УРСР було реорганізовано в Інститут електронної фізики НАН України.
У 2019 році інститут внесено до Державного реєстру наукових установ, яким надається підтримка держави (термін дії свідоцтва до 13.01.2021).

### Історія досліджень
В 2016 році спільно з Чернівецьким національним університетом проведено вивчення впливу опромінення високоенергетичними електронами на структурну досконалість монкристалічних матеріалів.

## Дослідження
- фізики фотонних, електронних, іонних та атомних зіткнень,
- низькоенергетичної ядерної фізики,
- радіаційної і техногенно-екологічної безпеки,
- фізики лазерів на парах металів,
- оптичного приладобудування,
- фізико-хімічних основ і технології отримання, оброблення та застосування макроскопічних і мезоскопічних кристалів, плівок та склоподібних матеріалів.

## Відділи та наукові підрозділи
- Відділ електронних процесів і елементарних взаємодій[10];
- Відділ квантової та плазмової електроніки[11];
- Відділ матеріалів функціональної електроніки[12];
- Відділ фотоядерних процесів[13];
- Центр колективного користування приладами «Лазерний спектроскопічний комплекс» НАН України[14].

## Наукові школи інституту
- фізики електронних і атомних зіткнень[15][16];
- фізичної та квантової електроніки.

## Директори
- Запісочний Іван Прохорович (1981—1988)[17];
- Шпеник Отто Бартоломійович (1988—2017);
- Гомонай Ганна Миколаївна (з 2017)[18].

## Наукове обладнання

### Мікротрон М-30
На сьогодні мікротрон М-30 є єдиною і унікальною в Україні ядерно-фізичною установкою в діапазоні енергій прискорених електронів 1—30 МеВ, що має необхідне обладнання, напрацьовані методики та кваліфікований персонал з досвідом роботи в галузі радіаційної сертифікації приладів і матеріалів космічного та спеціального призначення.
Мікротрон М-30 Інституту електронної фізики НАН України включено в об'єкти до Державного реєстру наукових об'єктів, що становлять національне надбання.

## Рекомендована література
- Елементарні процеси в атомних системах [Текст]: матеріали конф. (ЕПАС'98), присвяч. 80-річчю НАН України / НАН України. Від-ня фізики і астрономії, Ін-т електрон. фізики ; ред. А. М. Завілопуло. — Ужгород: [б.в.], 1998. — 246 с. — ISBN 966-7511-00-6
- Наукові праці ІЕФ'96 [Текст] / НАН України ; відп. ред. А. М. Завілопуло. — Ужгород: [б.в.], 1996. — 292 с.